# جوایز ویدئو موسیقی ام‌تی‌وی ۲۰۱۷
جوایز ویدئو موسیقی ام‌تی‌وی ۲۰۱۷ در تاریخ ۲۷ اوت ۲۰۱۷ در د فروم در اینگلوود، کالیفرنیا برگزار شد به افتخار موزیک ویدئوهای منتشر شده بین ۲۵ ژوئن ۲۰۱۶ و ۲۳ ژوئن ۲۰۱۷ برگزار شد. میزبان آن کیتی پری بود. سی و چهارمین نمایش جایزه سالانه برای دومین بار در تاریخ خود از محل برگزاری زنده پخش می‌شود. در طول پخش، موزیک ویدئوی تیلور سوئیفت «نگاه کن مجبورم کردی چیکار کنم» برای اولین بار پخش شد. مراسم از طریق شبکه‌های مختلف ویاکوم و برنامه‌های مرتبط با آنها پخش می‌شد.